# Nanni Loy
Nanni Loy (Giovanni Battista Loy: Cagliari, 13 de octubre de 1925 – Fiumicino, 21 de agosto de 1995) fue un director de cine italiano, representante de la commedia all'italiana.

## Filmografía
- Palabra de ladrón (1956)
- El marido (1958)
- Rufufú da el golpe (1959)

- Un giorno da leoni (1961)
- Cuatro días de Nápoles (1962)
- Le belle famiglie (1964)
- Made in Italy (1965)
- Los complejos (1965)
- El padre de familia (1967)
- Valor sin recompensa (1969)

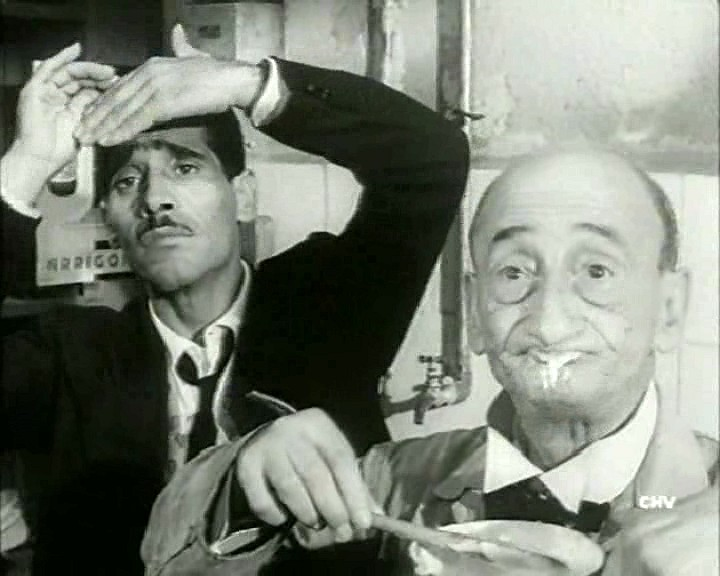
Los actores Tiberio Murgia y Carlo Pisacane en un fotograma de Rufufú da el golpe (Audace colpo dei soliti ignoti), continuación de la película del año anterior, 1958, I soliti ignoti, dirigida por Mario Monicelli.

- Lettera aperta a un giornale della sera (1970)
- Fantasia chez les ploucs (1970)
- Un trabajo en París (1971)
- Detenido en espera de juicio (1971)
- Sistema l'America e torno (1973)
- Incensurato provata disonesta carriera assicuarata cercasi (1973)
- Signore e signori, buonanotte (1976)
- Ciertos pequeñísimos pecados (1976)
- El regodeo (1976)
- Vicios de verano (1978)
- Café Express (1980)
- Testa o croce (1983)
- Mi manda picone (1984)
- Scugnizzi (1989)
- La vera vita di Antonio H. (1994)

## Premios y distinciones
Premios Óscar
| Año  | Categoría                          | Película                   | Resultado |
| ---- | ---------------------------------- | -------------------------- | --------- |
| 1963 | Mejor película de habla no inglesa | Los cuatro días de Nápoles | Nominado  |
| 1964 | Mejor argumento y guion original   | Los cuatro días de Nápoles | Nominado  |

Festival Internacional de Cine de Venecia
| Año  | Categoría                                         | Película            | Resultado |
| ---- | ------------------------------------------------- | ------------------- | --------- |
| 1967 | Golden rudder                                     | El padre de familia | Ganador   |
| 1989 | Medalla de oro del Presidente del Senado italiano | Scugnizzi           | Ganador   |
| 1989 | Pequeño León de Oro                               | Scugnizzi           | Ganador   |